# Храм Воздвижения Святого Креста (Казань)
Храм Воздвижения Святого Креста (тат. Изге Хач торгызу гыйбадәтханәсе, İzge Xaç torğızu ğibadätxanäse) — католический храм в Казани. Административно принадлежит деканату Башкирия-Оренбуржье-Татарстан Епархии Святого Климента с центром в Саратове.

## История
Первые католики в Казани появились в XVIII веке, в основном это были выходцы из Германии и Прибалтики. В 1835 году в Казани был основан постоянный католический приход, окормлявшийся польскими священниками. Из-за отсутствия храма приход совершал богослужения в различных зданиях города и часто менял своё местоположение.
В 1855 году священник Остиан Галимский подал ходатайство о постройке католической церкви, аргументируя прошение сильным ростом числа прихожан. Через два года вопрос был решён положительно, с условием, что внешний вид храма не будет отличаться от окружающих домов и не иметь характерный католический облик. Строительство каменной церкви по проекту А. И. Песке началось в 1855 году, а освящена она была 1 ноября 1858 года в честь праздника Воздвижения Креста Господня.
Согласно результатам переписи населения 1897 года в Казанской губернии проживали 1591 мужчина и 433 женщины католического вероисповедания, в том числе 1760 человек в Казани. Прихожанами храма были многие знаменитые люди, в частности лингвист Н. В. Крушевский, востоковед О. М. Ковалевский, ряд других профессоров Казанского университета.
После выхода в 1905 году указа Николая II «Об укреплении начал веротерпимости», отменявшего среди прочего и ограничения на внешний облик неправославных храмов, казанская католическая церковь была расширена и перестроена. Проект перестройки составил губернский инженер Л. К. Хрщонович, внешний облик здания сильно изменился. 14 сентября 1908 года церковь была открыта для богослужения и повторно освящена. В это же время при храме открыта приходская школа.
После установления советской власти приход некоторое время продолжал работу, в 1921 году в храме были реквизированы все ценности «в помощь голодающим Поволжья». В 1927 году церковь была закрыта, приход распущен.
Здание храма после периода запустения было передано лаборатории Казанского государственного технического университета имени А. Н. Туполева, а в центральном нефе бывшего храма была расположена аэродинамическая труба.

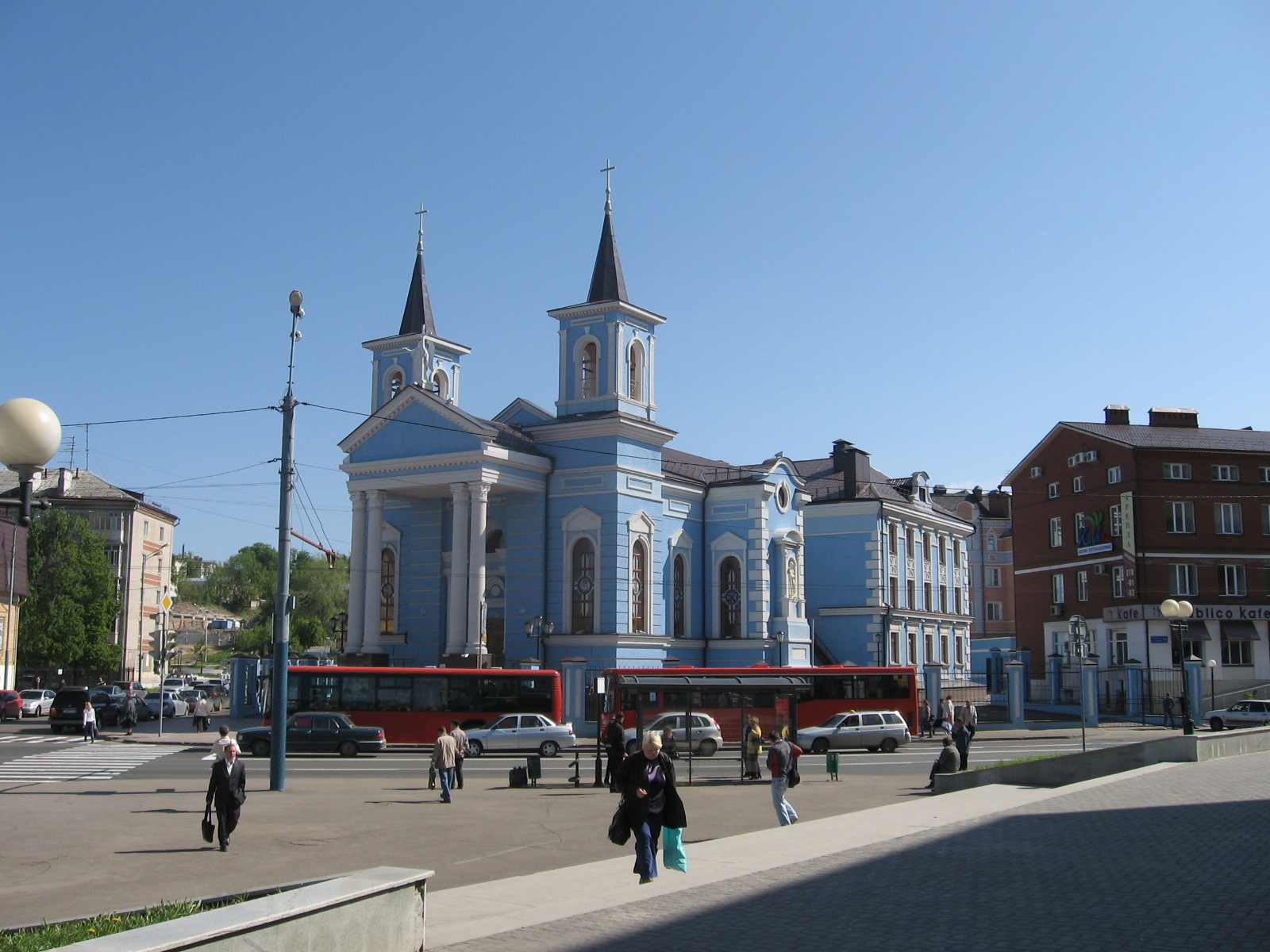

Католический приход в Казани был восстановлен и зарегистрирован в 1995 году. Историческое здание храма не было возвращено католикам, вместо этого городские власти передали католическому приходу небольшую часовню «Страстей Господних», расположенную на Арском кладбище, которая была отреставрирована с финансовой поддержкой католических приходов нескольких стран. Часовня была освящена после реставрации в сентябре 1998 года епископом Клеменсом Пиккелем.
В связи с трудностью переноса аэродинамической трубы из исторического католического храма в 1999 году мэрия Казани приняла решение выделить казанским католикам участок в центре города на пересечении улиц Островского и Айдинова для строительства новой церкви. После ряда проволочек строительство началось в 2005 году, месса освящения краеугольного камня состоялась 11 сентября 2005 года.
Строительство шло три года, 29 августа 2008 года состоялось торжественное освящение церкви Воздвижения Святого Креста. Мессу освящения возглавил Декан коллегии кардиналов Анджело Содано, ему сослужили епископ Клеменс Пиккель, нунций Антонио Меннини и несколько других епископов и священников. Освящение церкви Воздвижения состоялось ровно через 150 лет после освящения первой казанской католической церкви. В храме служат священники Общества Воплощённого Слова. По данным на 2020 год настоятелем является отец Андрей Старцев, также в приходе служит викарным священником отец Данило Магела.

## Архитектура
Храм построен в стиле классицизм. За основу проекта был принят фасад исторического храма Воздвижения. Автор проекта постарался максимально приблизить архитектуру нового храма к старому. В плане церковь имеет форму креста с размерами в осях 43,5 х 21,8 м. Главный вход храма ориентирован на угол улиц Островского и Айдинова. Площадь здания — 1812 м². Главный фасад украшен выступающим четырёхколонным портиком, по бокам от него находятся две двухъярусные четырёхугольные колокольни.
Внутренняя отделка выполнена с использованием белого гранита. Из него же сделаны алтарь, амвон и купель для крещения. В пресвитерии размещён деревянный крест высотой 4 метра и шириной 3 метра. По бокам от него находятся картины религиозной тематики и статуи Девы Марии и Христа Спасителя, выполненные польскими мастерами. В храме установлен орган итальянского производства.